# 北野物語館
北野物語館（きたのものがたりかん）は兵庫県神戸市中央区北野町の北野坂にある、歴史的建造物を活用（アダプティブユース）した資料館。旧フロインドリーブ邸とも。

## 概要
1907年（明治40年）にM.J.シェー邸として北野町1丁目に建設され、後にNHK朝の連続テレビ小説『風見鶏』の主人公のモデルであるドイツパン職人ハインリヒ・フロインドリーブが所有者となって、その息子のフロインドリーブ2世に受け継がれた由緒のあるコロニアルスタイルの西洋館。1階はカフェ「ブルクマイヤー」、2階は資料館展示室として利用されていたが、2009年（平成21年）3月27日からスターバックスコーヒージャパンが「スターバックスコーヒー神戸北野異人館店」を営業している。
阪神・淡路大震災で全壊認定を受けたため、所有者からの寄付を受けた神戸市が建物を解体・保管した後、竣工当時の造作を忠実に復元しつつ、2001年（平成13年）に北野坂に面する現在地に再構築した。館の2階には異人館に関する資料のほか、"異人館の画家"として知られる洋画家小松益喜の作品が展示されている。

## 利用情報
スターバックスコーヒー神戸北野異人館店
- 営業時間 - 7:00 - 22:00

## 建築概要
- 竣工 - 明治40年（1907年）
- 構造 - 木造、地上2階
- 所在地 - 〒650-0002 兵庫県神戸市中央区北野町3-1-31
- 備考 -  国の登録有形文化財

## 交通アクセス
- 山陽新幹線 新神戸駅 徒歩8分
- JR 三ノ宮駅 徒歩13分
- 阪急 神戸三宮駅 徒歩13分
- 阪神 神戸三宮駅 徒歩13分
- 地下鉄西神・山手線 三宮駅 徒歩13分
- 地下鉄海岸線 三宮・花時計前駅 徒歩13分
- ポートライナー 三宮駅 徒歩13分